# FC Barcelona (Basketball)
FC Barcelona Lassa ist der Name der Basketballabteilung des FC Barcelona in Spanien. Das Basketballteam wurde am 24. August 1926 gegründet und ist seit 2015 nach seinem Hauptsponsor, Lassa, benannt. Davor hieß der Klub Regal FC Barcelona und weiter vorher AXA FC Barcelona sowie Winterthur FC Barcelona.
Der Regal FCB spielt im Palau Blaugrana mit etwa 8250 Plätzen, das am 23. Oktober 1971 eröffnet wurde. Das Team hat 18 Mal die spanische Basketballmeisterschaft gewonnen und ist damit nach Real Madrid der zweiterfolgreichste spanische Basketballverein. Aus der Jugendarbeit des Vereins entstammen die ehemaligen NBA-Spieler Pau Gasol (San Antonio Spurs) und Juan Carlos Navarro (Memphis Grizzlies).

## Geschichte
Die erfolgreiche Zeit des Vereins begann in den 1940er Jahren, als Barcelona fünf Mal den spanischen Pokal gewann. FC Barcelona gehörte 1956 zu den Gründungsmitgliedern der spanischen Basketball-Liga. Drei Jahre später wurde der Verein der erste Double-Gewinner der spanischen Geschichte. Danach folgten weniger erfolgreiche Jahre. Nach dem Abstieg in die zweite Liga 1964 gelang zwar der sofortige Wiederaufstieg, dennoch blieb der Club bis zum Ende der 70er Jahre im Schatten der Konkurrenten Real Madrid und Joventut.
Die große Zeit des FC Barcelona kam in den 1980er Jahren, als Josep Lluís Núñez Präsident des Gesamtvereins wurde. Mit Aíto García Reneses als Trainer und Spielern, wie Nacho Solozábal, Chicho Sibilio, Epi oder Andrés Jiménez gewann Barcelona sechs spanische Meistertitel und fünf spanische Pokalfinals. Gleichzeitig erreichte Barcelona 1984 zum ersten Mal das Finale des Europokals der Landesmeister, gewann 1985 und 1986 den Saporta Cup sowie 1987 den Korać-Cup und den europäischen Supercup. Als weitere Erfolge erreichte Barcelona das Final Four des Europapokals der Landesmeister in drei aufeinander folgenden Spielzeiten zwischen 1989 und 1991, verlor jedoch jedes Mal gegen den späteren Pokalsieger, darunter zweimal im Finale. Zwei weitere Male, 1996 und 1997, schaffte es Barcelona wiederum das Finale des Landesmeisterpokals zu erreichen, jedoch noch immer ohne Finalsieg. Der nächste europäische Titel gelang 1999 mit dem zweiten Gewinn des Korać-Cup. Aber nur ein Jahr später folgte eine weitere Enttäuschung im Final Four des Landesmeisterpokals.
Drei Jahre später, als Barcelona Gastgeber des Final Four der Euroleague wurde, gelang der erste Euroleague-Titelgewinn. Im Finale 2003 gewann Barcelona gegen Benetton Treviso mit 76:65. Die wichtigsten Spieler der Mannschaft, die von Svetislav Pešić trainiert wurde, waren Dejan Bodiroga, Gregor Fučka, Šarūnas Jasikevičius, Juan Carlos Navarro. Nachdem Barcelona in den Jahren 2006 und 2007 den spanischen Pokal und 2008/09 die spanische Meisterschaft gewonnen hatte, kehrte der Verein im gleichen Jahr in die Final Four der Euroleague zurück. Dort unterlagen die Katalanen jedoch PBK ZSKA Moskau im Halbfinale. In der Saison 2009/10 gelang Barcelona mit den Stars  Navarro, Ricky Rubio, Fran Vázquez, Erazem Lorbek und Pete Mickeal der zweite Euroleague Titel. Dabei erreichte der Club ein Sieg/Niederlagen-Verhältnis von 20/2. Nachdem 2011 der Einzug ins Final Four an Panathinaikos Athen gescheitert ist, erreichte Barcelona 2011 wiederum das Turnier der letzten Vier der Euroleague. Hier unterlag Barcelona im Halbfinale dem späteren Sieger Olympiakos Piräus. Zwei Jahre später, 2013, gelang dem Verein wiederum der Einzug unter die letzten Vier. Man scheiterte jedoch wieder im Halbfinale, diesmal an Real Madrid.

## Erfolge

### Internationale Wettbewerbe
- EuroLeague (2): 2002/03, 2009/10
- Europapokal der Pokalsieger (2): 1984/85, 1985/86
- Korać-Cup (2): 1986/87, 1998/99
- Europäischer Supercup (1): 1986/87
- Intercontinental Cup (1): 1984/85

### Nationale Wettbewerbe
- Spanische Meisterschaft (19): 1958/59, 1980/81, 1982/83, 1986/87, 1987/88, 1988/89, 1989/90, 1994/95, 1995/96, 1996/97, 1998/99, 2000/01, 2002/03, 2003/04, 2008/09, 2010/11, 2011/12, 2013/14, 2020/21, 2022/23
- Copa del Rey de Baloncesto/Copa de España (25): 1942/43, 1944/45, 1945/46, 1946/47, 1948/49, 1949/50, 1958/59, 1977/78, 1978/79, 1979/80, 1980/81, 1981/82, 1982/83, 1986/87, 1987/88, 1990/91, 1993/94, 2000/01, 2002/03, 2006/07, 2009/10, 2010/11, 2012/13, 2017/18, 2018/19, 2020/21, 2021/22
- Copa Príncipe de Asturias de baloncesto (1): 1987/88
- Supercopa de España de Baloncesto (5): 1987/88, 2004/2005, 2009/10, 2010/2011, 2011/12, 2015/16
- Katalanische Basketballliga (25): 1980, 1981, 1982, 1983, 1984, 1985, 1989, 1993, 1995, 2000, 2001, 2004, 2009, 2010, 2011, 2012, 2013, 2014, 2015, 2016, 2017, 2019, 2022, 2023, 2024

## Aktueller Kader
| Nr. | Nat.               | Name                 | Position | Geburt     | Größe  | Info |
| --- | ------------------ | -------------------- | -------- | ---------- | ------ | ---- |
| 0   | /                  | Kevin Punter         | Guard    | 25.06.1993 | 193 cm |      |
| 3   | Vereinigte Staaten | Myles Cale           | Guard    | 05.03.1999 | 198 cm |      |
| 6   | Tschechien         | Jan Veselý           | Center   | 24.04.1990 | 213 cm |      |
| 8   | Spanien            | Darío Brizuela       | Guard    | 08.11.1994 | 187 cm |      |
| 13  | Tschechien         | Tomáš Satoranský     | Guard    | 30.10.1991 | 201 cm |      |
| 14  | Spanien            | Willy Hernangómez    | Center   | 27.05.1994 | 209 cm |      |
| 17  | Spanien            | Juan Núñez           | Guard    | 04.06.2004 | 193 cm |      |
| 20  | /                  | Nicolás Laprovíttola | Guard    | 31.01.1990 | 190 cm |      |
| 44  | Spanien            | Joel Parra           | Forward  | 04.04.2000 | 202 cm |      |
|     | /                  | Juani Marcos         | Guard    | 06.07.2000 | 185 cm |      |
|     | Vereinigte Staaten | Will Clyburn         | Forward  | 17.05.1990 | 201 cm |      |
|     | Georgien           | Tornike Schengelia   | Forward  | 05.10.1991 | 206 cm |      |

| Nat.    | Name           | Position   |
| ------- | -------------- | ---------- |
| Spanien | Joan Peñarroya | Head Coach |

| Abk. | Bedeutung                       |
| ---- | ------------------------------- |
| Nr.  | Trikotnummer                    |
| Nat. | Nationalität                    |
| C    | Mannschaftskapitän              |
| S    | Suspension                      |
|      | Verletzungsbedingte Inaktivität |